# NGC 3495
NGC 3495 (również PGC 33234 lub UGC 6098) – galaktyka spiralna (Scd), znajdująca się w gwiazdozbiorze Lwa. Odkrył ją William Herschel 27 stycznia 1786 roku.